# Zubaida Yazdani
Zubaida Yazdani (27 de abril de 1916 - 11 de junho de 1996) foi uma historiadora indiana especializada na história do Planalto de Deccan e do Estado Nizam de Hyderabad, na Índia. Ela estudou história em Oxford.

## Biografia
Zubaida Yazdani nasceu em Hyderabad, Índia, em 27 de abril de 1916. Yazdani foi uma das primeiras mulheres asiáticas a ingressar na Universidade de Oxford. foi uma exposição acadêmica do sistema da Aliança Subsidiária Indiana. Um segundo livro, The Seventh Nizam: The Fallen Empire, foi um livro de memórias do último Nizam de Hyderabad e também um estudo das complexidades constitucionais e políticas que cercavam as relações dos estados indianos com o Raj Britânico.  Sua bolsa explora os tópicos com base no uso meticuloso de registros originais, documentos que foram ignorados por investigadores anteriores.  Profundamente arquivístico, os estudos de Yazdani desafiaram as histórias convencionais.
Yazdani também supervisionou a tradução do romance Taubat-Al-Nusuh de Nazir Ahmad Dehlvi (Inglês: Arrependimento de Nussooh: The Tale Of A Muslim Family A Hundred Years Ago) do Urdu para o Inglês: Uma obra literária do final do século 19 sobre o vida dos muçulmanos na Índia.
Yazdani lecionou por mais de três décadas em uma faculdade em Hyderabad, na Índia, onde foi uma das principais fundadoras de uma faculdade para mulheres.  Ela também iniciou a Escola de Línguas e Ciências de Hyderabad em Londres, ensinando alunos do ensino fundamental, fundamental e médio em urdu, bem como as disciplinas curriculares de inglês, matemática, estudos de informática, francês e árabe para alunos do ensino fundamental ao nível O e A. 

## Vida pessoal
Yazdani era a filha mais velha de Ghulam Yazdani, D.Litt. que era ele próprio um historiador e arqueólogo. Seu pai era o diretor de arqueologia do governo Nizam em Hyderabad e foi fundamental na preservação das cavernas de Ajanta e Ellora, que são bens culturais da arte religiosa budista e hindu. Ele foi premiado com uma OBE pelo governo britânico e uma Padma Bhushan (a terceira maior honraria civil da Índia) pelo governo indiano.  Zubaida Yazdani era casada com Mir Yaseen Ali Khan, que era um poeta urdu, que publicou em revistas literárias na Índia. 
Zubaida Yazdani foi uma das primeiras mulheres asiáticas a ingressar na Universidade de Oxford . Seu próprio exemplo incentivou outros estudantes de Hyderabadi a virem para Oxford para estudos superiores.  Quando questionada muitos anos depois, durante uma entrevista sobre suas memórias de Indira Gandhi, Zubaida Yazdani comentou que "Ela era uma estudante muito tímida. Falava pouco em palestras e discussões". 
Zubaida Yazdani formou-se em Oxford em junho de 1940. Após a eclosão da Segunda Guerra Mundial, ela estava determinada a permanecer e fazer estudos de pós-graduação em Oxford. Em suas próprias palavras:
{{Quote|"Os alunos seguiam os cursos normais, contentavam-se com almoços de sanduíches de queijo e maçãs e só utilizavam os abrigos quando soavam as sirenes."
Ao retornar para casa, em Hyderabad, ela foi nomeada professora (1942) e depois leitora (1947) de história no Colégio para Mulheres da Universidade de Osmania.  Ela começou aulas de mestrado lá. Ela ensinou lá por muitos anos e também conduziu e publicou pesquisas enquanto ensinava lá.
Ela partiu novamente para a Grã-Bretanha em março de 1963 e começou a frequentar aulas de pós-graduação na Escola de Estudos Orientais e Africanos da Universidade de Londres. Mais tarde, ela foi transferida para a Universidade de Oxford, onde completou seus estudos de pós-graduação no St. Hilda's College.
De 1967 a 1969, ela foi leitora sênior no Colégio para Mulheres da Universidade de Osmania, e também foi sua diretora interina. Depois, tornou-se leitora de história na Faculdade de Artes da Universidade de Osmania e, finalmente, chefe do departamento de história. 
Ela então escreveu (com Mary Crystal) seu segundo livro, The Seventh Nizam: The Fallen Empire .
Zubaida Yazdani morreu em Londres em 11 de junho de 1996. 

## Trabalho acadêmico e literário
Zubaida Yazdani publicou seu primeiro livro "Hyderabad durante a residência de Henry Russell 1811 – 1820".  O livro foi baseado em seu B.Litt. tese na Universidade de Oxford. Foi um trabalho acadêmico baseado em fontes originais disponíveis na Biblioteca Bodleian em Oxford, que abrigava os artigos de Russell e Palmer. Ela foi a primeira a fazer um estudo detalhado desses volumosos documentos. Rushbrook Williams (CBE, FRSA), que foi membro do All Souls College, Oxford, escreveu no prefácio do livro que o estudo inova e impõe a revisão de julgamentos até então aceitos e é uma investigação imparcial e completa do assunto.
Zubaida Yazdani publicou seu segundo livro intitulado "The Seventh Nizam: The Fallen Empire"  em 1985. O livro é um estudo de Hyderabad sob o Sétimo Nizam (1911–48), o maior dos governantes Asaf Jahi de Hyderabad. Também abrange um estudo das políticas do governo britânico em relação aos estados indianos. Mostra também os efeitos das duas guerras mundiais na política britânica até ao momento em que a Índia e o Paquistão se tornaram independentes. O livro foi um trabalho acadêmico baseado em documentos originais obtidos na biblioteca do India Office em Londres, bem como em documentos originais de Nizam que foram disponibilizados a ela pela família de Nizam. Muitos desses artigos nunca foram estudados antes da publicação deste livro.
O prefácio do livro foi escrito por Gordon Johnson (Diretor do Centro Universitário de Cambridge para Estudos do Sul da Ásia e Presidente da Sociedade Real Asiática da Grã-Bretanha e Irlanda (2015–18)), que escreveu que o estudo não apenas narra o viver do último Nizam, mas também as complexidades da relação dos Estados indianos com o raj britânico, que é um aspecto frequentemente ignorado da história indiana. O Dr. Gordon escreveu que o estudo contribui assim para a nossa compreensão dos desenvolvimentos políticos modernos no subcontinente. 
Zubaida Yazdani também supervisionou a tradução do urdu para o inglês de um romance intitulado Taubat al Nusuh escrito por Nazir Ahmad Dehlvi, que foi o primeiro romancista urdu. Nazir Ahmed foi contemporâneo de Sir Syed Ahmad Khan e estava preocupado com a reforma e educação dos muçulmanos, especialmente das mulheres muçulmanas. Taubat al Nusuh é considerado por muitos o primeiro romance escrito em urdu.
Zubaida Yazdani também escreveu vários artigos e artigos que foram apresentados em conferências acadêmicas.

## Trabalho social e educacional
Zubaida Yazdani esteve envolvida em trabalhos sociais e educacionais. Um deles é o seu trabalho para o estabelecimento de uma faculdade para mulheres. 
Uma filial da Federação de Mulheres Universitárias foi estabelecida em Hyderabad, sob o nome de Associação Cultural de Mulheres Universitárias, onde ela foi nomeada sua Secretária. Zubaida Yazdani apresentou à Associação a sua proposta para o estabelecimento de um novo colégio para mulheres e a proposta foi aceite por Sri Devi, o diretor do Colégio para Mulheres.
Também não havia prédio para o colégio proposto. Então ela abordou a biblioteca do Sultão Bazar porque seus prédios ficavam vazios o dia todo e a administração da biblioteca concordou em permitir que a faculdade usasse seus prédios temporariamente. Então a faculdade foi iniciada com uma matrícula inicial de cerca de 35 alunos [10]. Um incidente ocorrido durante esse período demonstra a determinação e dedicação inabaláveis de Zubaida Yazdani.  A biblioteca do Sultan Bazaar acabou querendo seus quartos de volta e decidiu fazer a faculdade sair trancando as portas do prédio. Eles não ouviram nenhum pedido da faculdade. Zubaida Yazdani enfrentou esta crise com a sua habitual forma determinada. Ela disse aos alunos que fossem para casa e que era feriado universitário para eles e que voltassem ao mesmo local no dia seguinte e seriam informados da nova localização da faculdade. Ela também disse aos professores que voltassem no dia seguinte no horário habitual e então iriam para as novas instalações. Os professores ficaram surpresos porque não havia nenhum prédio novo para onde mudar. Ela então foi para casa e levou seu filho adolescente com ela e foi encontrar o presidente e o secretário da biblioteca Sir Nizamat Jung Trust. Ela solicitou que os corredores e salas da biblioteca fossem alugados ao colégio. O Presidente e o Secretário da biblioteca anunciaram a formação de uma comissão e posteriormente informaremos a decisão. Zubaida Yazdani disse-lhes que quando o comitê for formado o colégio estará concluído. O presidente e o secretário então fizeram mais perguntas sobre o colégio. Eles ficaram tão impressionados com sua determinação e dedicação e também com o fato de ela não aceitar um não como resposta que lhe entregaram as chaves dos corredores e quartos no mesmo dia. No dia seguinte, quando os alunos e professores voltaram para a faculdade, foram recebidos por uma sorridente Zubaida Yazdani, que lhes deu instruções para chegar ao novo prédio da faculdade. Eventualmente, a faculdade mudou para um local mais permanente. Sob sua liderança, a faculdade iniciou aulas de artes em história, economia e sociologia para meninas carentes. Em seguida, foram iniciadas as aulas de ciências e montados uma biblioteca e um laboratório, com resultados muito satisfatórios. Zubaida Yazdani queria que a faculdade fosse afiliada à Universidade de Osmania. Foram necessárias rupias (aproximadamente 100.000) para a proposta. O titular da associação de graduados da Universidade de Osmania, Rai Shankar Ji, assumiu a faculdade totalmente funcional sob o patrocínio da Associação. E em 1961, apesar da oposição, a faculdade UWCA foi afiliada à Osmania University. É agora, com o nome em hindi, Sarojini Naidu Vanitha Maha Vidyalaya, uma das maiores faculdades para mulheres do estado de Telangana. Ele está localizado na área de Nampally, em Hyderabad.
O filho de Zubaida Yazdani, Hussain Ali Khan, que quando criança era frequentemente seu companheiro em viagens para arrecadar fundos, escreveu o seguinte sobre ela:  "Sobre a fundação do colégio para mulheres; ela sentiu a necessidade de tal instituição, pois não havia lugares e oportunidades adequados para mulheres em quem ela acreditava fortemente. Quando ela se decidia sobre algo que ela sentia fortemente, não havia como impedi-la e não havia palavra como NÃO em seu dicionário de vida. Não é coisa da moda mulheres irem à casa de homens ricos ou poderosos ou vê-los pessoalmente por conta própria, então eu, sendo um filho adolescente muito jovem, costumava acompanhá-la nessas missões de arrecadar fundos para a causa de banqueiros poderosos, chefes de empresas, diretores, etc. Como a ocasião exigia seu carisma e poder de persuasão para convencer os grandes e os bons eram como mágica, e eram como massa em suas mãos e era extraordinário de assistir”.
Zubaida Yazdani também fundou a Escola de Línguas e Ciências de Hyderabad em Hackney, Londres. A escola foi inaugurada em fevereiro de 1981 porque ela foi abordada por pais de crianças de Hyderabad e do Paquistão para ensinar urdu.  Ela e seu marido, Mir Yaseen Ali Khan, inicialmente ministraram as aulas, mas depois de alguns meses a Autoridade Educacional do Interior de Londres visitou a escola e concedeu uma bolsa. Depois disso, a escola conseguiu contratar mais professores. A escola ensinou alunos do ensino fundamental, fundamental e médio em urdu até os níveis O e A. A escola também ensinava disciplinas de inglês, árabe e ciências. A escola fechou alguns anos após a morte de Zubaida Yazdani.
Zubaida Yazdani também foi titular de vários cargos em várias associações de Urdu e História e publicou pesquisas em revistas acadêmicas. 

## Livros
- Hyderabad during the Residency of Henry Russell 1811 – 1820
- Seventh Nizam, The Fallen Empire